# پیترابرونا
پیترابرونا (به ایتالیایی: Pietrabruna) یک کومونه در ایتالیا است که در استان ایمپریا واقع شده‌است.

## خصوصیات
پیترابرونا ۹٫۹ کیلومترمربع مساحت و ۵۶۸ نفر جمعیت دارد.